# Archibaccharis

Archibaccharis,  es un género perteneciente a la familia Asteraceae. Comprende 48 especies descritas y solo 36 aceptadas. Se distribuye por las regiones montañosas de México y Centroamérica.

## Descripción
Son hierbas perennes, subarbustos o arbustos; con tallos rígidos, rectos y erectos o encaramados, raramente volubles, con una raíz axonomorfa leñosa o rizomas delgados bien desarrollados. Hojas alternas. Capitulescencias corimboso-paniculadas, terminales, desnudas o folioso-bracteadas; capítulos pocos a numerosos, esencialmente estaminados o pistilados, generalmente con flósculos no funcionales del sexo opuesto; involucros turbinados a hemisféricos; filarias en 3–7 series, generalmente imbricadas; receptáculos convexos, glabros o pubescentes; flósculos estaminados con tubo más corto que el limbo, este abruptamente extendido, los 5 lobos incisos cerca de la 1/2 del largo del limbo; flósculos pistilados con tubo delgado, filiforme y lígulas cortas y obsoletas; ramas del estilo exertas y divergentes en la madurez. Aquenios comprimidos, 2–5-nervios, glabros o híspidos; vilano de 1 serie de 20–40 setas filiformes, las de los flósculos del disco generalmente dilatadas en el ápice.

## Taxonomía
El género fue descrito por Heering y publicado en Jahrbuch der Hamburgischen Wissenschaftlichen Anstalten 21(Beih. 3): 40. 1904.

## Especies
A continuación se brinda un listado de las especies del género Archibaccharis aceptadas hasta junio de 2011, ordenadas alfabéticamente. Para cada una se indica el nombre binomial seguido del autor, abreviado según las convenciones y usos.
- Archibaccharis albescens (J.D.Jacks.) G.L.Nesom
- Archibaccharis almedana G.L.Nesom
- Archibaccharis androgyna (Brandegee) S.F.Blake
- Archibaccharis asperifolia (Benth.) S.F.Blake
- Archibaccharis auriculata (Hemsl.) G.L.Nesom
- Archibaccharis blakeana Standl. & Steyerm.
- Archibaccharis breedlovei G.L.Nesom & B.L.Turner
- Archibaccharis caloneura S.F.Blake
- Archibaccharis campii S.F.Blake
- Archibaccharis corymbosa (Donn.Sm.) S.F.Blake
- Archibaccharis flexilis (S.F.Blake) S.F.Blake
- Archibaccharis glakeana Standl. & Steyerm.
- Archibaccharis hirtella (DC.) Heering
- Archibaccharis intermedia (S.F.Blake) B.L.Turner
- Archibaccharis irazuensis (S.F.Blake) S.F.Blake
- Archibaccharis jacksonii S.D.Sundb.
- Archibaccharis lineariloba J.D.Jacks.
- Archibaccharis lucentifolia L.O.Williams
- Archibaccharis macdonaldii G.L.Nesom
- Archibaccharis nephocephala G.L.Nesom
- Archibaccharis nicaraguensis G.L.Nesom
- Archibaccharis panamensis S.F.Blake
- Archibaccharis peninsularis S.F.Blake
- Archibaccharis pringlei (Greenm.) S.F.Blake
- Archibaccharis salmeoides (S.F.Blake) S.F.Blake
- Archibaccharis schiedeana (Benth.) J.D.Jacks.
- Archibaccharis serratifolia (Kunth) S.F.Blake
- Archibaccharis simplex (S.F.Blake) S.F.Blake
- Archibaccharis standleyi S.F.Blake
- Archibaccharis subsessilis S.F.Blake
- Archibaccharis taeniotricha (S.F.Blake) G.L.Nesom
- Archibaccharis trichotoma (Klatt) G.L.Nesom
- Archibaccharis tuxtlensis G.L.Nesom
- Archibaccharis venturana G.L.Nesom
- Archibaccharis veracruzana G.L.Nesom
- Archibaccharis vesticaulis G.L.Nesom